# Ava Gardner
Ava Gardner (Grabtown, 24. prosinca 1922. – London, 26. siječnja 1990.), američka filmska diva .
Nakon tečajeva glume i dikcije, debitira na filmu 1942. godine. Do 1947. godine već je dostigla status zvijezde nastupajući u pustolovnim i ljubavnim filmovima prosječne vrijednosti. Na filmskom platnu magnetična erotičnost tamnokose senzualne ljepotice dolazi do punog izražaja - pa Avu proglašavaju najljepšom glumicom na svijetu, što je potvrdila i ulogom u filmu "Bosonoga kontesa". Zajedno s Lanom Turner i Ritom Hayworth je činila seks trio 1950-ih. Bila je druga žena Franka Sinatre.
Njezine nezaboravne glumačke kreacije u filmovima iz pedesetih godina snimljenim po Hemingwayevim romanima - "Snjegovi Kilimandžara" i "Sunce se ponovo rađa" - pribavili su joj atribut tipične hemigvejevske junakinje. Likove impulzivnih, temperamentnih junakinja maestralno je odigrala u filmovima "Mogambo" i "Noć iguane". Posljednju veću filmsku ulogu odigrala je 1980. godine. 